# Mick Franke
Mick Franke (* 1955; † 6. April 2001), eigentlich Michael Franke, war ein deutscher Musiker.

## Leben
Michael Franke spielte in den 1970er Jahren in den Gruppen Fiedel Michel und Falkenstein die Bouzouki und die Gitarre. Er war in den 1980er Jahren Gitarrist, Produzent und Mitkomponist für Heinz Rudolf Kunze. Er begleitete Kunze beim Pop-Nachwuchs-Festival der Deutschen Phono-Akademie im Stadttheater Würzburg 1980 auf der Gitarre, wo Kunze einen Fünfjahresvertrag von WEA Records erhielt. Nach vier Studio-Alben beendete Kunze 1984 die musikalische und geschäftliche Zusammenarbeit mit seinem langjährigen Freund Mick Franke.
1991 gründete Franke sein unabhängiges Plattenlabel Happy Valley Records zu dem auch die Labels Slow Motion Records und Sad Mountain Records gehörten. Außerdem betrieb er das Studio Harderberg in Osnabrück. Er galt als Pionier der DVD-Technik.
Seit 1999 trat Fiedel Michel gelegentlich wieder auf.
1999 wurde eine CD produziert, deren Veröffentlichung er nicht mehr erlebte.
Michael Franke, der ein Sohn von Heinrich Franke war, starb im April 2001 bei einem Fußballspiel.

## Musikalische Projekte mit Mick Franke
- Kerstin Blodig: Album Valivann. Rhythmic Ballads from Both Sides Of The Borth Sea (2002).[5] Das Album wurde postum Mick Franke gewidmet.[6]

Bei Heinz Rudolf Kunze
- Album Ausnahmezustand (1984)[7]
- Live-Doppelalbum Die Städte sehen aus wie schlafende Hunde (1984)[8]
- Album Der schwere Mut (1983)[9]
- Album Eine Form von Gewalt (1982)[10]
- Album Reine Nervensache (1981)[11]